# Georg Hilker
Georg Christian Hilker, född 5 juni 1807 i Köpenhamn, död 13 januari 1875 i Köpenhamn, var en dansk målare.
Hilker utförde jämte andra dekorationsuppdrag tillsammans med Constantin Hansen dekoreringen av förhallen i Köpenhamns universitet. Hilker höll sig som dekoratör till klassiska mönster, och hans stil utmärks av klar, väl avvägd harmoni i linjer och färg.

## Utmärkelser
- Riddare av Dannebrogorden,  1875[3]

[Redigera Wikidata]